# Economie van de Verenigde Staten
| Economie van de Verenigde Staten             | Economie van de Verenigde Staten |                  |
| -------------------------------------------- | --- | ---------------- |
| Munteenheid                                  | 1 Dollar (US$) = 100 cent (c) |                  |
| Fiscaal jaar                                 | 1 oktober – 30 september |                  |
| Handelsorganisaties                          | NAFTA, WTO en OESO |                  |
| Statistieken                                 | |                  |
| BBP (2023 raming)                            | US$ 27,72 biljoen |                  |
| BBP koopkrachtpariteit (2023 raming)         | US$ 24,98 biljoen Rang: 13e |                  |
| Economische groei (BBP) (2023)               | 2,9% |                  |
| BBP per hoofd van de bevolking (2023 raming) | US$ 74.700 Rang: 13e |                  |
| BBP per sector (2021 raming)                 | landbouw (0,9%), industrie (17,6%), diensten (76,4%) |                  |
| inflatiepercentage (2024)                    | 2,9% |                  |
| Bevolking onder de armoedegrens (2004)       | 12% |                  |
| Beroepsbevolking (2024 raming)               | 172,4 miljoen |                  |
| Beroepsbevolking per sector (2007)           | diensten (76,8%), industrie (22,6%), landbouw (0,6%) |                  |
| werkloosheidspercentage (2024 raming)        | 4,1% |                  |
| Belangrijke industrieën                      | aardolie, staal, motorvoertuigen, ruimte- en luchtvaart, telecommunicatie, chemicaliën, elektronica, voedingsmiddelen, consumptiegoederen, hout- en mijnbouw, defensie-industrie |                  |
| Handelspartners                              | |                  |
| Export (2023 raming)                         | US$ 3,07 biljoen |                  |
| Belangrijkste partners (2023)                | Canada 14%, Mexico 13%, China 8%, Duitsland 5%en Japan 4%. |                  |
| Import (2023 raming)                         | US$ 3,86 biljoen | US$ 3,86 biljoen |
| Belangrijkste partners (2023)                | Mexico 15%, China 15%, Canada 14%, Duitsland 5% en Japan 5%. |                  |
| Openbare financiën                           | |                  |
| Staatsschuld (2024)                          | US$ 35,5 biljoen |                  |
| Externe schuld (30 juni 2007)                | US$ 12,25 biljoen |                  |
| Opbrengsten (2024)                           | US$ 8,046 biljoen |                  |
| Uitgaven (2024)                              | US$ 10,260 biljoen |                  |
| Donor van economische hulp (2006)            | ODA met US$ 23,53 miljard |                  |
| Informatie                                   | bron: CIA World Factbook: United States Economy, geraadpleegd op 19 mei 2025. Alle bedragen zijn in Europese eenheden.                                                           |                  |

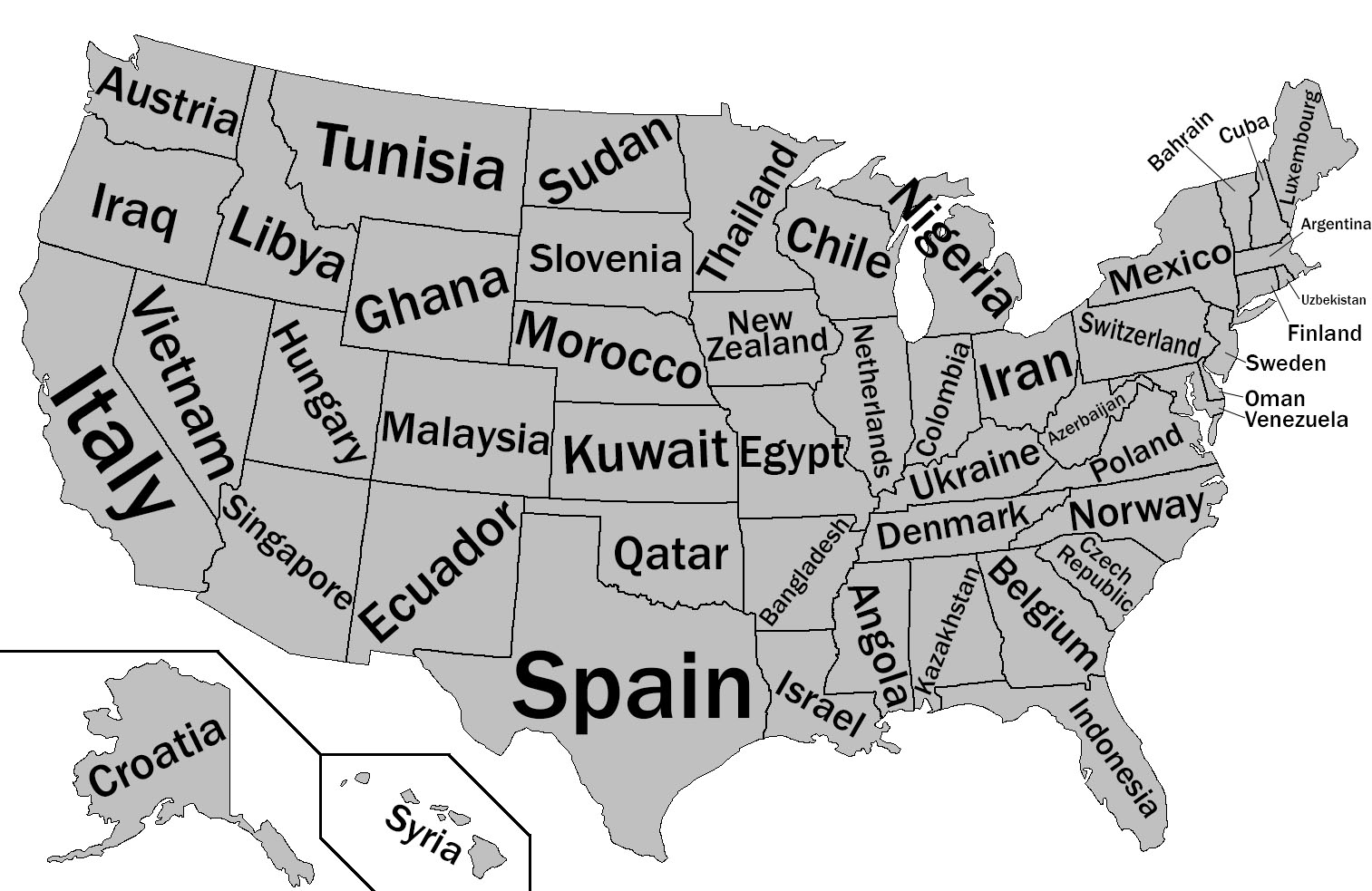
This image compared US states and other countries by GDP approximately in 2012.

De economie van de Verenigde Staten is de grootste nationale economie ter wereld. Voor een overzicht van alle landen, zie Lijst van landen naar bnp.

## Algemene Informatie
De Verenigde Staten (VS) zijn rijk aan delfstoffen. De VS bezitten ongeveer 20% van de kolen, 13% van de aardolie, en 24% van de aardgasreserves in de wereld. De olie wordt voornamelijk gewonnen aan de Golf van Mexico, en in de staten Alaska en Texas.
Vanwege de grote grondoppervlakte en het gunstige klimaat is landbouw altijd erg belangrijk geweest. De VS is marktleider in de productie van kaas, graan en sojabonen. Andere belangrijke landbouwproducten zijn rundvee, varkens, koemelk, boter, katoen, haver, tarwe, gerst, tabak en suiker; het is de belangrijkste exporteur van de wereld van tarwe en graan en derde van de wereld in de rijstuitvoer. In 1995 was de visserij van de VS goed voor een vijfde van de wereldproductie. Tegenwoordig werkt nog maar 1% van de beroepsbevolking in de landbouw. Dankzij het vlakke terrein in de Mississippivlakte en de Great Plains, bij elkaar ongeveer de helft van het Amerikaanse grondgebied, en het hoge technologische ontwikkelingsniveau is de landbouw vergaand gemechaniseerd en is de productiviteit hoog. Ook door de bosbouw worden veel producten geëxporteerd.
Hoewel het land in het verleden vrijwel zelfvoorzienend was, blijft de stijgende consumptie, vooral van energie, het van bepaalde invoer afhankelijk maken. De energieconsumptie per hoofd van de bevolking is ongeveer 7,8 ton olie-equivalent per jaar, na Canada de op acht na hoogste ter wereld. Het leidt alle naties in de productie van vloeibaar aardgas, aluminium, zwavel, fosfaten en zout. Het is ook een belangrijke producent van koper, goud, steenkool, olie, stikstof, ijzererts, zilver, uranium, lood, zink, mica, molybdeen en magnesium. Hoewel de output is gedaald, zijn de Verenigde Staten wereldleider in de productie van ruwijzer en ijzerlegeringen, staal, motorvoertuigen en synthetisch rubber.
De belangrijkste exportproducten van de VS zijn motorvoertuigen, vliegtuigen, voedsel, ijzer- en staalproducten, elektronische apparatuur, machines, chemische producten en consumptiegoederen. Belangrijke invoerproducten zijn onder andere ertsen en metaalschroot, aardolie en aardolieproducten, machines, vervoersapparatuur (vooral auto's) en kantoorproducten. De belangrijkste handelspartners zijn Canada (de grootste tweezijdige handelsverhouding van de wereld), Mexico, de Volksrepubliek China,Japan en Duitsland. Het volume van de handel is gestaag gestegen.
De ontwikkeling van de economie is aangespoord door de groei van een complex communicatienetwerk. Dit bestaat niet alleen uit spoorwegen, wegen, binnenwateren en luchtvaart, maar ook telefoon, radio, televisie en computer (waaronder internet). Deze infrastructuur heeft niet alleen de landbouw bevorderd en de productiegroei verhoogd, maar ook bijgedragen aan de toerisme-inkomsten en de verschuiving naar een op diensten gebaseerde economie. In 1996 werkte ongeveer 74% van Amerikanen in de dienstensector. Onder landen met een ontwikkelde economie is dit bijna het hoogste percentage: alleen Canada heeft percentueel een grotere dienstensector.
Er is een groot verschil in de economische status van de verschillende bevolkingsgroepen. Blanke en Aziatische gezinnen (exclusief Hispanics) verdienen gemiddeld zo'n anderhalf tot twee keer zo veel als zwarte of Hispanic-gezinnen. De kloof tussen arm en rijk lijkt groter te worden: bij de 25% armen daalde het inkomen tussen 1979 en 1995 met 9%, terwijl dat van de rijkste 25% met 26% steeg.
De VS hebben de grootste absolute staatsschuld ter wereld.

## Geschiedenis
De economische geschiedenis van de Verenigde Staten begon toen de Europeanen zich in de 16de en 17de eeuw in de VS vestigden. De Amerikaanse kolonies waren in het begin een kleine, onafhankelijke landbouweconomie, in 1776 werden die koloniën de Verenigde Staten van Amerika. Na 230 jaar was de Verenigde Staten uitgegroeid tot een grote, geïndustrialiseerde economie die goed was voor meer dan een kwart van de wereldeconomie. De belangrijkste oorzaken waren een grote eengemaakte markt, een ondersteunend politiek-juridische systeem, uitgestrekte gebieden van zeer productieve landbouwgebieden, enorme natuurlijke rijkdommen (met name hout, kolen en olie), en een ondernemende geest en de betrokkenheid bij het investeren in materieel en menselijk kapitaal.

### Na de Grote Depressie
In de tijden na de Grote Depressie in de jaren dertig van de 20e eeuw werden hoge werkloosheid, recessieperioden en tijden van een zich langzaam herstellende economie gezien als de grootste economische problemen. Maar wanneer problemen het grootst waren probeerde de Amerikaanse overheid de economie te verstevigen door of heel veel geld uit te geven of juist de belastingen heel erg te verlagen, zodat de consumenten meer geld uit gingen geven en door het bevorderen van de snelle groei van de geldhoeveelheid, waardoor zowel consumenten als bedrijven aangemoedigd werden om meer geld uit te geven.
In de jaren zeventig stond de Amerikaanse economie zwaar onder druk door de Vietnamoorlog en een hoge inflatie. Het gevolg daarvan was dat de regeringsleiders samen hebben besloten tot een betere beheersing van de inflatie, het beperken van de uitgaven. Ook werd de belasting niet verlaagd en werd een maximum op het te creëren bedrag aan geld gesteld.

## De dollar
De (Amerikaanse) dollar is het officiële betaalmiddel in de VS. Tevens is het de meest gebruikte munteenheid in de internationale handel en de belangrijkste reservemunt. Bovendien worden veel prijzen van grondstoffen, waaronder olie en goud, in dollars uitgedrukt.

## Overheidsfinanciën en staatsschuld
De Amerikaanse overheid heeft een lange traditie om geen sluitende begroting te hebben. Vanaf 1960 is bijna elk begrotingsjaar afgesloten met een tekort, kortom er wordt meer geld uitgegeven dan dat er binnenkomt. In 2024 was bijna de helft van de uitgaven gerelateerd aan sociale programma's, zoals bijvoorbeeld uitkeringen met betrekking tot ziektekosten. Verder zijn de rentebetalingen op de staatsschuld fors opgelopen tot US$ 1365 miljard in 2024, dat is bijna 14% van alle uitgaven in dat jaar.
| Jaar | Totaal Inkomsten | Totaal Uitgaven | Saldo           |
| Jaar | (× US$ miljard)  | (× US$ miljard) | (× US$ miljard) |
| ---- | ---------------- | --------------- | --------------- |
| 1960 | 136              | 149             | −13             |
| 1970 | 291              | 341             | −51             |
| 1980 | 809              | 936             | −127            |
| 1990 | 1729             | 2055            | −326            |
| 2000 | 3174             | 3142            | 32              |
| 2005 | 3710             | 4303            | −593            |
| 2010 | 3953             | 5834            | −1882           |
| 2015 | 5311             | 6161            | −850            |
| 2020 | 5996             | 9191            | −3195           |
| 2021 | 6938             | 9737            | −2799           |
| 2022 | 7946             | 8895            | −949            |
| 2023 | 7627             | 9733            | −2106           |
| 2024 | 8046             | 10.260          | −2214           |

De VS hebben de grootste absolute staatsschuld ter wereld. Op 30 september 2024 was de schuld opgelopen tot US$ 35.000 miljard. In 2023 was de staatsschuld 115% van het bruto binnenlands product (nummer 13 op wereldranglijst). De staatsschuld is vanaf 2000 ieder jaar opgelopen vooral als een gevolg van het begrotingstekort. De Verenigde Staten financieren het begrotingstekort door obligaties uit te geven die door de Amerikanen en ook buitenlanders, zoals Japan en de Volksrepubliek China, worden gekocht.
Tussen januari 2009 en januari 2017, de regeerperiode van Barack Obama, is de staatsschuld verdubbeld. Onder zijn leiding is er meer aan de staatsschuld toegevoegd dan door alle voorgaande presidenten gezamenlijk. Deze stijging was ook het gevolg van de kredietcrisis, ontstaan tijdens de regeerperiode van zijn voorganger George W. Bush, die tot hoge overheidsuitgaven hebben geleid in de jaren erna. In de tabel hieronder staat de staatsschuld per 30 september van het betreffende jaar, tot deze datum loopt een Amerikaans begrotingsjaar.
| Jaar | Staatsschuld (x US$ miljard) |
| 2000 | 5674                         |
| 2001 | 5807                         |
| 2002 | 6228                         |
| 2003 | 6783                         |
| 2004 | 7379                         |
| 2005 | 7933                         |
| 2006 | 8507                         |
| 2007 | 9008                         |
| 2008 | 10.025                       |
| 2009 | 11.910                       |

| Jaar | Staatsschuld (x US$ miljard) |
| 2010 | 13.562                       |
| 2011 | 14.790                       |
| 2012 | 16.066                       |
| 2013 | 16.738                       |
| 2014 | 17.824                       |
| 2015 | 18.151                       |
| 2016 | 19.573                       |
| 2017 | 20.245                       |
| 2018 | 21.516                       |
| 2019 | 22.719                       |

| Jaar | Staatsschuld (x US$ miljard) |
| 2020 | 26.945                       |
| 2021 | 28.429                       |
| 2022 | 30.929                       |
| 2023 | 33.167                       |
| 2024 | 35.465                       |

Door de oplopende staatsschuld neemt de kredietwaardigheid van het land af. Kredietbeoordelaar Standard & Poor's haalde de VS al van de allerhoogste score af in 2011 en Fitch volgde in 2023. In mei 2025 kwam Moody's als derde en laatste toonaangevende kredietbeoordelaar met een verlaging van AAA naar AA1.  De schaal van Moody’s telt 21 niveaus. Alle kredietbeoordelaars noemden de continue stijgende Amerikaanse staatsschuld als reden.

## Negatieve handelsbalans
In de Verenigde Staten wordt al jaren veel meer geïmporteerd dan er geëxporteerd wordt, dit is een stelselmatige verzwakking van de Amerikaanse economie. De negatieve handelsbalans is vooral te wijten aan de import van olie/energie.

## Energievoorziening
De VS produceerde 1920 miljoen ton olie-equivalent (Mtoe) in 2016. (1 Mtoe = 11,63 TWh, miljard kilowattuur.) De energiebronnen waren kolen 18%, olie en gas 62%, kernenergie 11%, biomassa en afval 5%, waterkracht 1%, overig duurzaam 2%. Dat was niet genoeg voor de energievoorziening, het TPES (total primary energy supply): 2170 Mtoe. Het land importeerde 266 Mtoe fossiele brandstof meer dan het exporteerde.
Van de energie ging 30% verloren bij conversie, vooral bij elektriciteitsopwekking uit kolen en gas. 2% werd gebruikt voor niet-energetische producten zoals smeermiddelen, asfalt en petrochemicaliën. Voor eindgebruikers resteerde 1380 Mtoe waarvan 327 Mtoe = 3800 TWh elektriciteit.
De uitstoot van kooldioxide was 4800 megaton, dat is 15 ton per persoon, veel meer dan het wereldgemiddelde 4,4 ton per persoon.
In de periode 2012-2016 steeg het eindgebruik 5%. Oliewinning groeide 37% door fracken, zie Schalie-olie. Zonne- en windstroom groeiden met 83%.
Energie experts verwachten dat deze bron veel fossiele energie kan vervangen.
Noord-Amerika:
Antigua en Barbuda  · Bahama's  · Barbados  · Belize  · Canada  · Costa Rica  · Cuba  · Dominica  · Dominicaanse Republiek  · El Salvador  · Grenada  · Guatemala  · Haïti  · Honduras  · Jamaica  · Mexico  · Nicaragua  · Panama  · Saint Kitts en Nevis  · Saint Lucia  · Saint Vincent en de Grenadines  · Trinidad en Tobago  · Verenigde Staten

Zuid-Amerika: Argentinië · Bolivia  · Brazilië  · Chili  · Colombia  · Ecuador  · Guyana  · Paraguay  · Peru  · Suriname  · Uruguay  · Venezuela

Land van het Koninkrijk der Nederlanden: Aruba · Curaçao · Sint Maarten

Nederlands openbaar lichaam: Bonaire · Sint Eustatius · Saba

Geschiedenis: Economie van de Irokezen